# DNB ASA
O DNB ASA (anteriormente DnB NOR ASA) é o maior grupo de serviços financeiros da Noruega, com ativos combinados totais de mais de NOK 1,9 trilhão e capitalização de mercado NOK 164 bilhões em 20 de maio de 2016. A sede da DNB está localizada em Oslo.
Os dois maiores proprietários do DNB são o Ministério do Comércio e Indústria da Noruega (34,0%) e o Sparebankstiftelsen DnB NOR (10,0%). Este último foi criado como uma fundação com o único objetivo de possuir parte da empresa. Foi criado quando a Gjensidige NOR se tornou uma empresa pública limitada para garantir que os clientes das empresas mantivessem propriedade parcial da empresa. A fundação também pode doar até 25% de seus dividendos recebidos como presentes para caridade.

## Operações

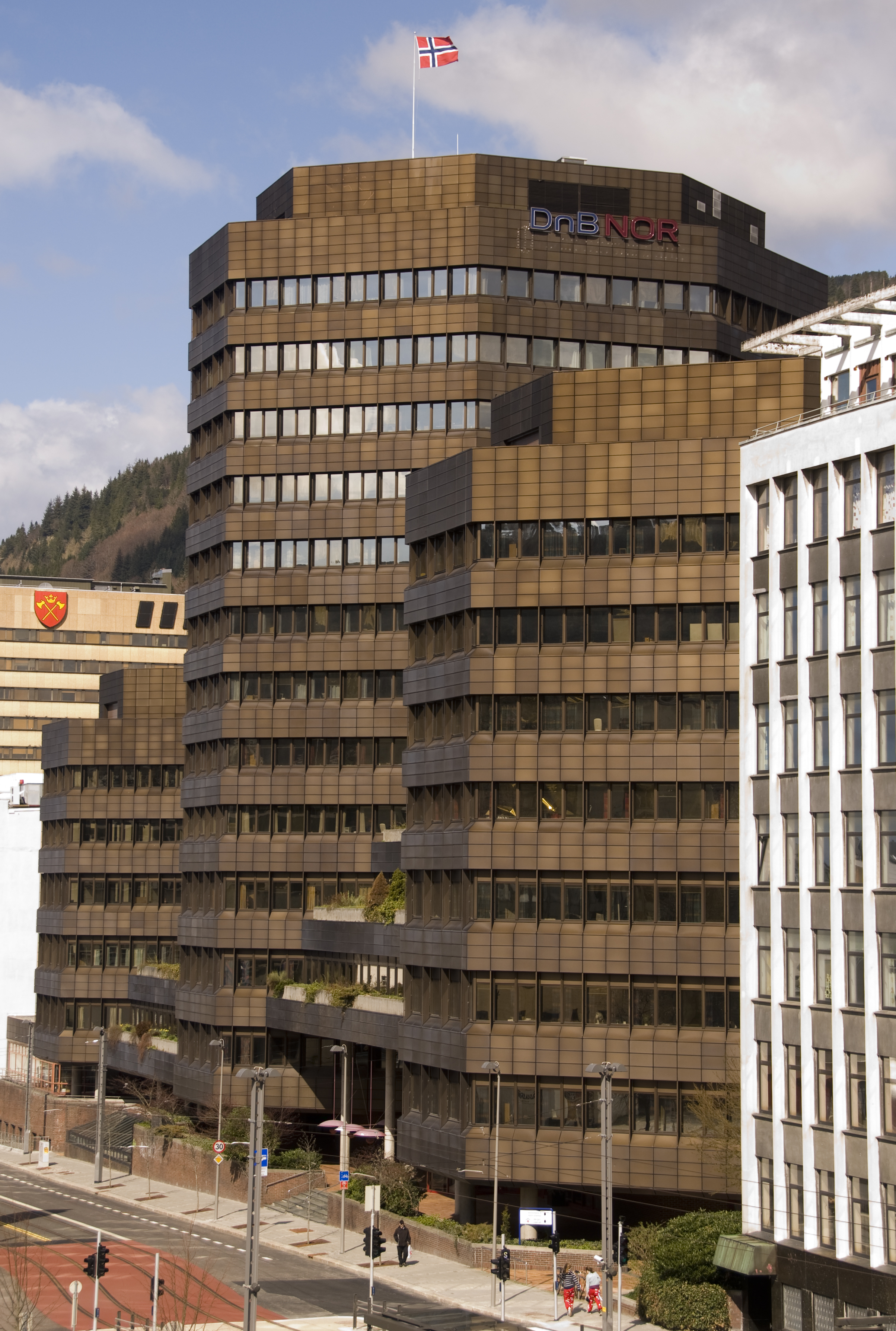
Escritórios DnB NOR em Bergen até dezembro de 2013

O DNB Bank Group é a maior entidade do Grupo DNB e o maior banco da Noruega, oferecendo serviços aos mercados corporativo, de varejo e de valores mobiliários e ao setor público. No mercado interno, o grupo possui um banco de investimentos DNB Markets, a empresa financeira Cresco, a agência imobiliária DNB Eiendom e DNB Asset Management, que opera como administradora de fundos para clientes institucionais na Noruega e na Suécia. O DNB possui a maior base de clientes do mercado financeiro norueguês e é líder na maioria dos segmentos do mercado doméstico. Na Noruega, o DNB possui mais de 2,3 milhões de clientes de varejo e mais de 200.000 clientes corporativos, com 61 filiais.
As atividades do grupo são focadas principalmente na Noruega; no entanto, é um dos principais bancos marítimos do mundo e um importante ator internacional no setor de energia. Possui uma rede internacional de 27 filiais e escritórios de representação, incluindo Helsinque (Finlândia), Copenhague (Dinamarca), Hamburgo (Alemanha), Luxemburgo, Londres (Reino Unido), Nova York (Estados Unidos), Houston (Estados Unidos), Rio de Janeiro (Brasil), Santiago (Chile), Xangai (China) e Cingapura. A empresa também possui vários escritórios na Suécia.
Na Dinamarca, Finlândia, Polônia, Estônia, Letônia e Lituânia, o DNB costumava comercializar-se como DnB NORD no que inicialmente era uma joint venture com o banco alemão Norddeutsche Landesbank, com o DNB detendo participação total desde 23 de dezembro de 2010. Em 11 de novembro de 2011, o banco foi renomeado e adotou a marca DNB comum em todos esses países. Nesses países, o DNB possui 930.000 clientes e 163 filiais.

## História
A história do grupo remonta a 1822 com o estabelecimento de Christiania Sparebank. A presente corporação consiste em fusões entre Christiania Sparebank (1822), Gjensidige (1847), Bergens Privatbank (1855), Den norske Creditbank (1857), Fellesbanken (1920), Bergens Kreditbank (1928), Postbanken, Vital e Nordlandsbanken. O nome DnB NOR foi adotado em 2003, quando os dois bancos Den norske Bank (DnB) e Gjensidige NOR foram incorporados em 2003. A empresa mudou seu nome legal e marca para DNB em novembro de 2011.
Em agosto de 2017, a DNB e a Nordea combinaram suas operações na Estônia, Letônia e Lituânia para criar o Luminor Bank.